# Nowoseliwka (hromada Łyman)
Nowoseliwka (ukr. Новоселівка) – osiedle typu miejskiego na Ukrainie, w obwodzie donieckim, w rejonie kramatorskim. W 2001 liczyło 1397 mieszkańców.